# Tidnish Dock Provincial Park
Tidnish Dock Provincial Park är en park i Kanada.   Den ligger i provinsen Nova Scotia, i den östra delen av landet, 900 km öster om huvudstaden Ottawa. Tidnish Dock Provincial Park ligger 2 meter över havet.
Terrängen runt Tidnish Dock Provincial Park är platt. Havet är nära Tidnish Dock Provincial Park åt nordost. Runt Tidnish Dock Provincial Park är det mycket glesbefolkat, med 5 invånare per kvadratkilometer.. Närmaste större samhälle är Port Elgin, 8,5 km nordväst om Tidnish Dock Provincial Park. 
I omgivningarna runt Tidnish Dock Provincial Park växer i huvudsak blandskog.